# Oberauroff
Oberauroff is een plaats in de Duitse gemeente Idstein, deelstaat Hessen, en telt 322 inwoners (2007).